# Centroavante

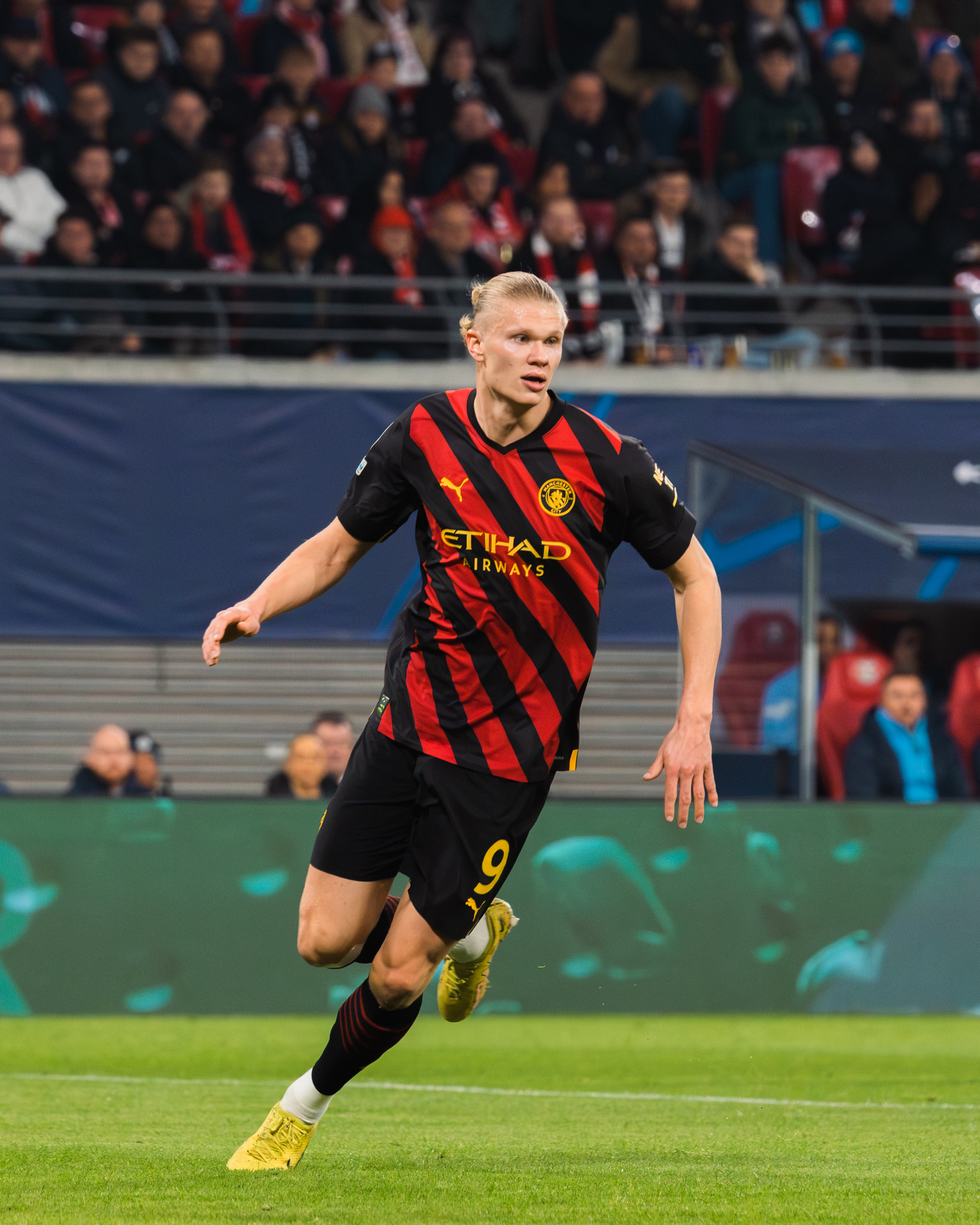
Erling Haaland atuando pelo Manchester City na Liga dos Campeões da UEFA em 2023

Um centroavante (português brasileiro) ou ponta de lança (português europeu) é uma posição do futebol correspondente ao jogador que se posiciona no centro da linha de ataque. Responsável por buscar oportunidades de gol para sua equipe, o centroavante também pode disputar bolas longas e "segurar a bola" para os companheiros de equipe que vem de trás, fazendo o "trabalho de pivô". Pode se movimentar de ambos os lados do campo para buscar a melhor jogada, sempre como objetivo o gol. Normalmente jogam com a camisa 9, porém alguns centroavantes tem preferência por outras camisas, como no caso mais conhecido de Romário, que eternizou a camisa 11 na Copa do Mundo de 1994.

## Centroavante trombador
O chamado "centroavante trombador" é aquele que é alto, corpulento,  vive de bolas aéreas, confrontos com zagueiros, tropicões, caneladas e bicos. Esse tipo de centroavante sobreviveu por muito tempo no futebol mundial, alcançando importância e admiração. Como exemplos podem ser citados: Serginho Chulapa, Geraldão, Oséas, Kléber Pereira, Washington, Luca Toni, Jan Koller, Mark Viduka, Nikola Žigić e Peter Crouch.
Atualmente, porém, esse tipo de centroavante é muito raro, já que o futebol atual exige desse jogador habilidade e capacidade de se movimentar por toda a faixa ofensiva.

## Grandes centroavantes da história
Existiram diversos centroavantes que deixaram sua marca na história do futebol mundial. Entre eles, alguns exemplos são:
| - Gerd Müller - Jürgen Klinsmann - Karl-Heinz Rummenigge - Miroslav Klose - Gabriel Batistuta - Gonzalo Higuaín - Hernán Crespo - Martín Palermo - Adriano - Dadá Maravilha - Jardel | - Roberto Dinamite - Romário - Ronaldo - Samuel Eto'o - Faustino Asprilla - Didier Drogba - Fernando Torres - David Villa - Raúl González - Jean-Pierre Papin - Thierry Henry | - Marco van Basten - Robin van Persie - Ruud van Nistelrooy - Ferenc Puskás - Filippo Inzaghi - Luca Toni - Paolo Rossi - George Weah - Nwankwo Kanu - Zlatan Ibrahimović - Andriy Shevchenko |